# Skábmagovat
Skábmagovat (рус. Картины полярной ночи) — ежегодный международный кинофестиваль коренных народов, проводимый в посёлке Инари, культурной столице Саамского региона Финляндии. Художественным руководителем кинофестиваля является Йорма Лехтола.

## История
Фестиваль был организован в 1999 году при участии Общества друзей саамской культуры, Центром кинематографии коренных народов Skábma, YLE Sámi Radio, саамского выставочного центра Siida и муниципалитета Инари.
Финансирование фестиваля осуществляется Фондом Йенни и Антти Вихури, Союзом Саамов, Саамским парламентом Финляндии, Северным культурным фондом и общиной (муниципалитетом) Инари.
Фильмы демонстрируются в аудиториях центра «Сиида», в помещениях открывшегося в 2012 году культурного саамского центра «Сайос», а также в театре «Северное сияние» — специально выстроенном из снега помещении без крыши.
В 2006 году на фестивале были представлены ленты кинорежиссёров-женщин — Имы Айкио-Арианайк, Ритвы Торикка (Ritva Torikka), Суви Вест (Suvi West) и Анне Лантто (Anne Lantto).
В 2013 году фестиваль отметил своё 15-летие, в связи с чем покровителем фестиваля в тот год выступила супруга действующего президента Финляндии писательница Йенни Хаукио. В этом году в программу были включены фильмы со всего мира, в том числе из Австралии и Африки.
В 2014 году фестиваль прошёл с 23 по 27 января. В программе — фильмы и телепрограммы из Гренландии, Канады, России, США, Финляндии и Швеции.
Кроме того, в рамках фестиваля был показан фильм 1927 года «Проклятие ведьмы» («Проклятие нойды», «Колдовское проклятие»), первый финский фильм, посвящённый Лапландии.
В 2019 году фестиваль отметил своё 20-летие показом картин коренных народов из Сапми, Канады, Аляски, Гренландии и России.